# Thực vật chỉ thị kim loại nặng

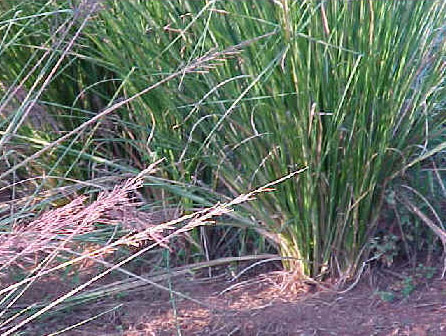
Cỏ Hương Bài, một thực vật chỉ thị và có khả năng hấp thu kim loại nặng rất tốt

Thực vật chỉ thị kim loại nặng là những thực vật có khả năng tích lũy với nồng độ cao các kim loại nặng trong các cơ quan khí sinh (cơ quan trên mặt đất) và phản ánh tương đối đúng nồng độ kim loại nặng trong môi trường đất, nước. Một số loài thực vật khác lại có khả năng hấp thụ và tích lũy rất nhiều kim loại nặng thì gọi là những thực vật siêu tích tụ (Hyperaccumulator)